# Zəhmətabad (Biləsuvar)
Zəhmətabad è un comune dell'Azerbaigian situato nel distretto di Biləsuvar. Conta una popolazione di 3.006 abitanti.